# Ugda
Ugda též Ogda (hebrejsky: אוגדה) byla izraelská osada v bloku osad Chevel Jamit nacházející se v severovýchodním cípu Sinajského poloostrova jihovýchodně od města Jamit.
Založena byla v srpnu 1974. K roku 1977 zde zpráva připravená pro americký senát odhaduje počet obyvatel na 140. Šlo o zemědělskou osadu typu mošav. Vesnice byla vystěhována v roce 1982 v důsledku podpisu Egyptsko-izraelské mírové smlouvy.